# Župnija Žiri
Župnija Žiri je rimskokatoliška teritorialna župnija dekanije Škofja Loka nadškofije Ljubljana.
Župnijska cerkev je cerkev sv. Martina v Žireh.
Podružnične cerkve:
- sv. Ane na Ledinici
- sv. Janeza Krstnika v Gorokepah
- sv. Kancijana, mučenca, na Breznici
- sv. Lenarta, opata, na Dobračevi.[1]

### Farne spominske plošče
V župniji so postavljene Farne spominske plošče, na katerih so imena vaščanov iz okoliških vasi, ki so padli nasilne smrti na protikomunistični strani v letih 1942-1945. Skupno je na ploščah 126 imen.